# Nibea mitsukurii
Nibea mitsukurii es una especie de pez de la familia Sciaenidae en el orden de los Perciformes.

## Morfología
• Los machos pueden llegar alcanzar los 75 cm de longitud total.
- Número de  vértebras: 23.[1][2]

## Hábitat
Es un pez de mar y, de clima templado (32°N-23°N) y bentopelágico.

## Distribución geográfica
Se encuentra en el Océano Pacífico noroccidental: el Japón y el Mar de la China Oriental.

## Uso comercial
En Japón es criado comercialmente.

## Observaciones
Es inofensivo para los humanos.